# Stanisław Lanckoroński (wojewoda sandomierski)
Stanisław Lanckoroński herbu Zadora (ur. ok. 1465, zm. 15 lipca/21 października 1535) – marszałek nadworny koronny w latach 1503-1504, wojewoda sandomierski w 1533 roku, wojewoda podolski w 1530 roku, starosta kamieniecki w 1510 roku, podczaszy sandomierski, strażnik polny (1511–1520).

## Życiorys
Był synem Stanisława Lanckorońskiego (1412–1489), marszałka nadwornego koronnego i Anny Kurozwęckiej, córki Krzesława Kurozwęckiego, starosty generalnego Wielkopolski, kasztelana lubelskiego i wiślickiego. Brat Mikołaja (zm. 1520), burgrabiego krakowskiego, cześnika i podczaszego sandomierskiego oraz starosty dobczyckiego i Przecława Lanckorońskiego (zm. 1531), rotmistrza królewskiego, starosty chmielnickiego, kawalera Orderu Grobu Chrystusowego.
Od 1497 roku pełnił obowiązki podczaszego sandomierskiego. Dworzaninem królewskim został w 1498 roku. Był rotmistrzem obrony na Podolu od 1499 roku.  W latach 1503–1504 sprawował urząd zastępcy marszałka nadwornego koronnego, podczas nieobecności Jana Rabsztyńskiego z Tęczyna. Pełnił urząd starosty kamienieckiego od 1508 roku i starosty skalskiego od 1515. W latach 1505–1519 był podczaszym sandomierskim. Poseł na sejm radomski 1505 roku z województwa krakowskiego. Poseł na sejm piotrkowski 1510 roku z województwa krakowskiego. W 1517 roku został strażnikiem koronnym, zaś w 1523 mianowany generałem ziem podolskich. W roku 1530 objął stanowisko wojewody podolskiego, zaś 3 lata później został wojewodą sandomierskim. Był też podskarbim (1504–1506) i posłem królewskim do synodu łęczyckiego.
Brał udział w odparciu najazdów Tatarów w latach 1512–1516. Walczył pod Międzyborzem, Latowcami, Biłką, Wiśniowcem, Trembowlą i Podhajcami. W 1511 roku bronił Multany od Tatarów.
Poseł województwa krakowskiego na sejm radomski 1505 roku, poseł województwa podolskiego na sejm 1529 roku.
Posiadał Jarosław i Kołodrupki. Wraz z bratem Mikołajem otrzymał wieś Kawce (1497). W 1498 roku konsens na zastaw Tymbarku Jordanom. Jego dobra dziedziczne znajdowały się głównie w powiecie szczyrzyckim w województwie małopolskim, m.in. Brzezie, Dąbrowa, Szarów, Łysokanie i część Czerzowa. W 1509 roku wziął w zastaw Białoboki od Prusinowskiego. W 1510 zeznał zapisy na rzecz zakonu Augustianów w Krakowie. W 1511 roku otrzymał konsens na zakup Wiśniowca od Jakuba Podfilipskiego, kasztelana kamienieckiego.
Nie był żonaty. Spadkobiercą uczynił bratanka Hieronima Lanckorońskiego (syna Mikołaja).